# 奥罗塞
奥罗塞（義大利語：Orosei），是意大利撒丁大区努奥罗省的一个市镇。总面积90.43平方公里，人口6790人，人口密度75.1人/平方公里（2009年）。ISTAT代码为091063。